# George Dyson (historien des sciences)
Pour les articles homonymes, voir Dyson (homonymie).
 (avril 2021).
Si vous disposez d'ouvrages ou d'articles de référence ou si vous connaissez des sites web de qualité traitant du thème abordé ici, merci de compléter l'article en donnant les références utiles à sa vérifiabilité et en les liant à la section « Notes et références ».
George Dyson (né en 1953) est un historien des sciences. Il a écrit sur un large éventail de sujets, notamment l'histoire de l'informatique, le développement des algorithmes et de l'intelligence, les systèmes de communication, l'exploration spatiale et la conception des bateaux.

## Biographie
George Dyson est né en 1953 de Freeman Dyson et de Verena Huber-Dyson. Il a pour sœur Esther Dyson, et il est le petit-fils de Sir George Dyson.  Il est le père de Lauren Dyson.
À l'âge de 16 ans, il part vivre en Colombie-Britannique pour satisfaire sa passion, le kayak, et échapper à l'ombre de son père. Il vit pendant cette période dans une maison dans un arbre à une hauteur de 30 mètres.

## Ouvrages
George Dyson est l'auteur de Project Orion: The Atomic Spaceship 1957-1965 et de  Darwin Among the Machines: The Evolution of Global Intelligence. Il développe dans ce dernier livre les idées exposées dans l'article du même nom de 1863 de Samuel Butler et suggère qu'Internet est une entité vivante et sensible.
Dyson est le sujet du livre de Kenneth Brower, The Starship and the Canoe.
Dyson a fondé la Dyson, Baidarka & Company, une entreprise de fabrication de kayaks à la manière des Aléoutes. On lui attribue le réengouement pour les kayaks baidarka

## Publications
- (en) George Dyson, Baidarka the Kayak, Alaska Northwest Books, 1986, 203 p. (ISBN 0-88240-315-X)
- (en) George Dyson, Darwin Among the Machines : The Evolution Of Global Intelligence, Allan Lane Science, 1998, 304 p. (ISBN 0-7382-0030-1)
- (en) George Dyson, Project Orion : The Atomic Spaceship 1957-1965, Allan Lane Science, 2002, 345 p. (ISBN 0-7139-9267-0)
- (en) George Dyson, Turing's cathedral : The Origins of the Digital Universe, 2012
- (en) George Dyson, Analogia : The Emergence of Technology Beyond Programmable Control, 2020